# Lophoplusia
Lophoplusia é um gênero de traça pertencente à família Arctiidae.